# Un feu sur l'abîme
Un feu sur l'abîme (titre original : A Fire upon the Deep) est un roman de science-fiction de Vernor Vinge traduit par Guy Abadia et publié en 1992.

## Résumé

### Cadre du roman
Une mission de secours traversant la galaxie rencontre une espèce extraterrestre d'individus « en réseau gestalt ».
Deux enfants sont retenus prisonniers sur une planète étrangère après le naufrage du vaisseau commandé par leurs parents. Leurs « hôtes » – une race intelligente d'êtres ressemblant à des chiens – sont des « individus collectifs ». Plusieurs « unités » forment une personne et l'intelligence du groupe est liée au nombre de ses membres ; les membres constituant une personne pensent par échange d'ondes d'une certaine fréquence. 
À l'autre bout de la galaxie, au sein d'une civilisation basée sur un immense réseau de communication, une mission répond à un appel au secours.
Il y a deux parties essentielles dans ce livre, de nature assez différentes.